# Нижние Шуни
Ни́жние Шу́ни — деревня в Вятскополянском районе Кировской области России. Входит в состав Среднешунского сельского поселения.

## География
Деревня находится в южной части Кировской области, в зоне хвойно-широколиственных лесов, на берегах реки Аллаук, вблизи места впадения её в реку Вятку, на расстоянии приблизительно 15 километров (по прямой) к юго-востоку от города Вятские Поляны, административного центра района. Абсолютная высота — 64 метра над уровнем моря.
Климат
Климат характеризуется как умеренно континентальный, с умеренно холодной зимой и тёплым летом. Среднегодовая температура — 2,9 °C. Средняя температура воздуха самого холодного месяца (января) составляет −13,8 °C (абсолютный минимум — −48 °С); самого тёплого месяца (июля) — 19,1 °C (абсолютный максимум — 38 °С). Безморозный период длится в течение 126—131 дня. Годовое количество атмосферных осадков — 453—506 мм, из которых 245—275 мм выпадает в период с мая по сентябрь. Снежный покров держится в течение 150 дней.

## История
В «Списке населенных мест по сведениям 1859—1873 годов», изданном в 1876 году, населённый пункт упомянут как казённая деревня Шунь нижних 2-го стана Малмыжского уезда Вятской губернии. Располагалась близ реки Вятки, на Елабужском почтовом тракте, в 70 верстах от уездного города Малмыжа и в 18 верстах от становой квартиры в казённом селе Поляны (Вятские Поляны). В деревне, в 115 дворах жили 883 человека (431 мужчина и 452 женщины), были мечеть, почтовая станция, работал перевоз через реку Вятку.

## Население
| 2010 |
| ---- |
| 675  |

Половой состав
По данным Всероссийской переписи населения 2010 года в гендерной структуре населения мужчины составляли 47,4 %, женщины — соответственно 52,6 %.
Национальный состав
Согласно результатам переписи 2002 года, в национальной структуре населения татары составляли 99 % из 74 чел.